# Athena Lindias tempel

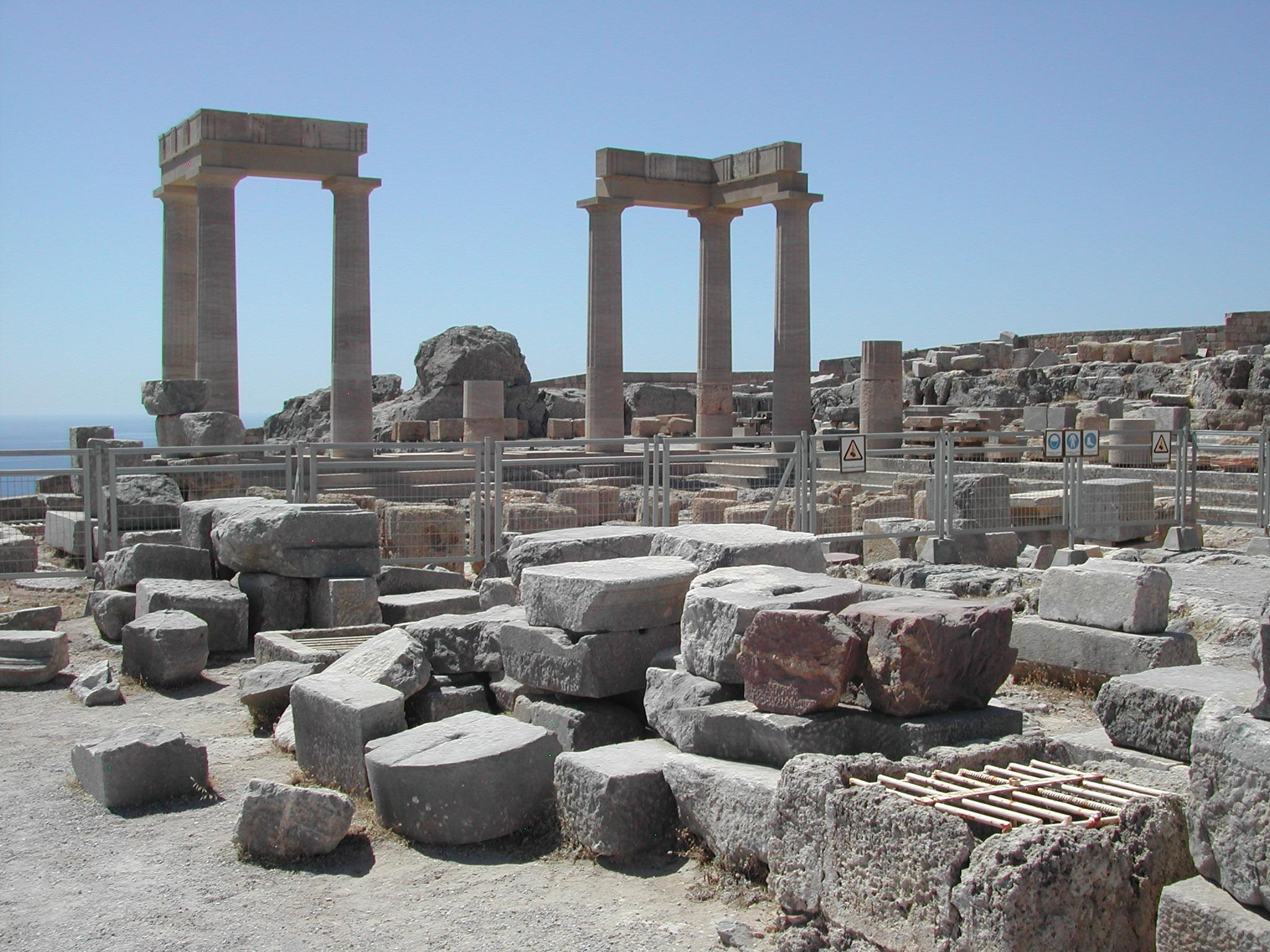
Acropolis Lindos

Athena Lindias tempel var ett tempel i staden Lindos på Rhodos, tillägnad Athena. Det var den kanske viktigaste kultplatsen för Athena förutom Athen, och var en pilgrimsort och regional centralplats för hennes kult. 
Enligt legenden grundades templet av Danaus, som reste en staty av Athena under sitt uppehåll på Rhodos som tack för att hon hade hjälpt honom att fly med sina döttrar Danaiderna. Rhodos spelade en viktig roll i Athenas historia då hon sades ha blivit född ovanför Rhodos, varpå ett gyllene regn hade fallit över ön.  
Det första templet grundades på 600-talet f.Kr. Platsen tros då sedan länge ha varit en kultplats för en fruktbarhetsgudinna. När templet brann ned 342 f.Kr. byggdes det upp i dorisk stil. Helgedomen var berömd och tidens maktgestalter, som Alexander den store, besökte det och gav det offergåvor, och templet innehöll berömda offergåvor av kända konstnärer. Kultstatyn av Athena avbildade henne på klassiskt vis, stående hållande i en sköld, men med en polos-krona på huvudet snarare än en hjälm. Athena-kulten på Rhodos hade ovanliga drag, då den föreskrev brännandet av inälvorna från offerdjuret på altaret, något som inte förekom vid dyrkan av Athena på andra håll. 
Templet stängdes på 300-talet när kristendomen infördes i romarriket och övriga religioner förbjöds under förföljelserna av hedningarna. Det har varit föremål för utgrävningar sedan 1910. 